# Símbolos de Tuxtla Gutiérrez
El escudo de Tuxtla Gutiérrez es el blasón que identifica al municipio de Tuxtla Gutiérrez, Chiapas.

## Descripción

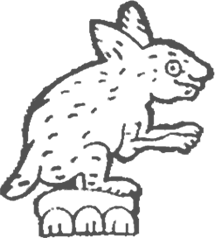
Conejo Zoque, imagen representativa de la Palabra Zoque Coyatoc, en Nahuatl como Tuchtlan que significa lugar o casa de conejos.

El borde del escudo es color oro (amarillo heráldico). El campo (fondo del escudo) de color gules (rojo heráldico). El jeroglífico mexica un conejo (de color gris) en el campo de gules y erguido sobre una mandíbula superior simboliza la abundancia de conejos. El jeroglífico mexica de la mandíbula superior con tres dientes (también de color gris) simboliza un lugar con abundancia de algo. Unidos los dos jeroglíficos se interpretan como el lugar de abundancia de conejos (Tochtlan en náhuatl), nombre que los mexicas dieron a la comarca, donde estaban los asentamientos zoques. El escudo de Tuxtla Gutiérrez es de un topónimo de origen americano.

## Historia
En 1941, a propuesta del historiador Fernando Castañón Gamboa, el ayuntamiento de Tuxtla Gutiérrez, que presidía Fidel Martínez, adoptó como escudo de la ciudad a las antiguas figuras heráldicas precolombinas de la localidad usadas en tiempos del dominio mexica: La figura de un conejo precolombino erguido sobre una mandíbula con tres dientes, tal como aparece en las pinturas del Códice Mendocino.
Este escudo fue publicado por primera vez en 1941 en la Gaceta Municipal de Tuxtla Gutiérrez y en el libro Tuchtlan. Documentos y datos inéditos para la historia particular de Tuxtla Gutiérrez, escrito por Fernando Castañón Gamboa. De 1941 a 1996, el diseño del escudo de Tuxtla Gutiérrez fue modificado seis veces, sin que fuera adoptado oficialmente por acuerdo de una sesión de cabildo. En un principio, la figura del conejo aparecía dentro de un escudo con la forma clásica de los antiguos y reales blasones españoles; posteriormente fue modificada la forma del escudo. El escudo de Tuxtla se utilizó más como logotipo de la presidencia municipal que como emblema de la ciudad o del municipio.

## Bandera
La bandera de Tuxtla Gutiérrez es un lienzo blanco con el escudo del municipio, es izada en eventos oficiales junto a la bandera de México y en algunas ocasiones con la bandera blanca del Estado de Chiapas. La bandera actual es blanca aunque hubo otras banderas.

### Diseño y simbolismo
El seguimiento de los colores son los siguientes:
| Nombre | Color | Código HEX |
| ------ | ----- | ---------- |
| Blanco |       | #FFFFFF    |

### Historia

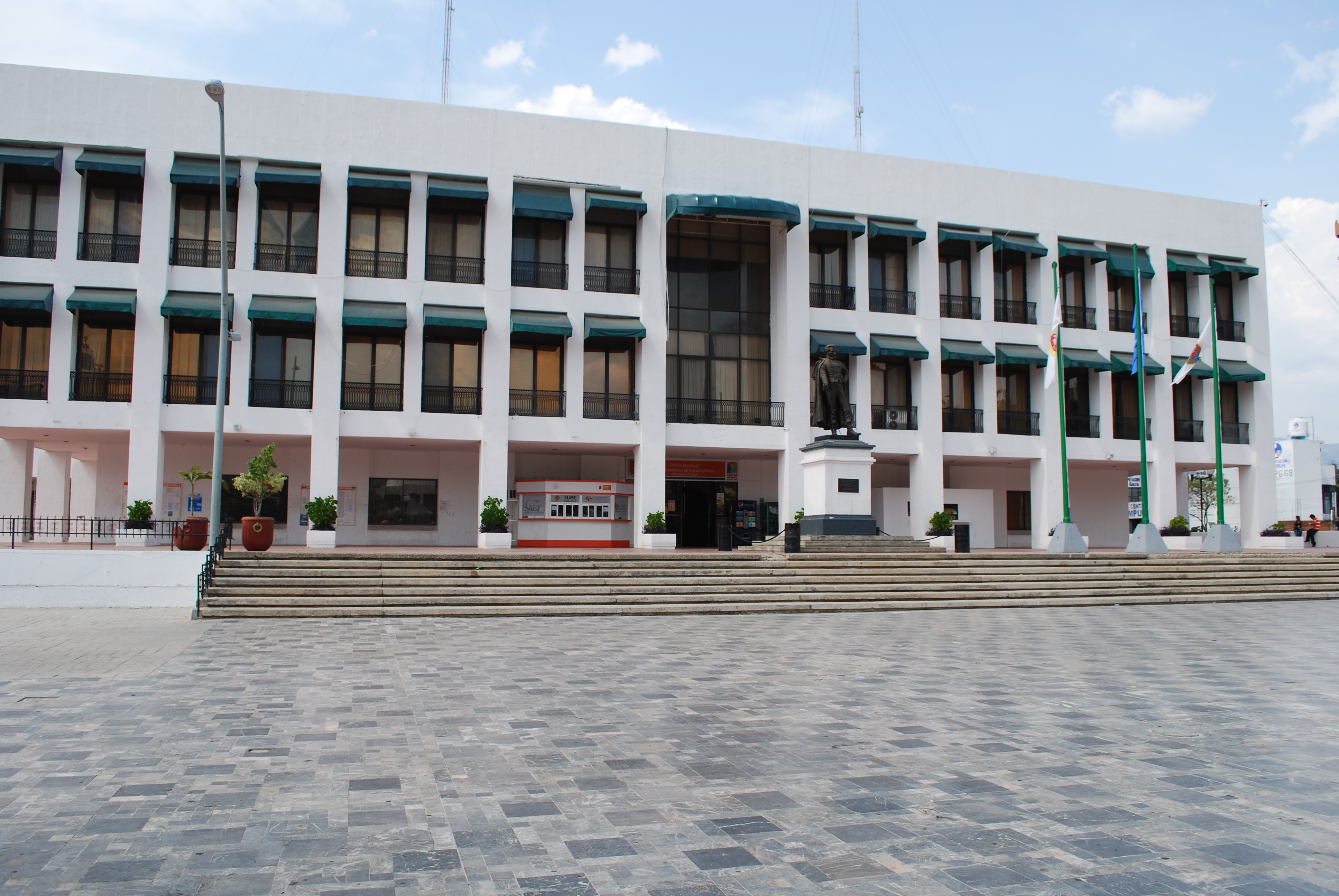
Primera bandera de Tuxtla Gutiérrez.

La primera bandera de la ciudad de Tuxtla Gutiérrez es un pendón blanco con el escudo municipal, éste símbolo ha sido adoptado por el ayuntamiento, aunque no cuenta con legislación dentro del bando municipal a diferencia del escudo municipal.
| Evolución de la Bandera de Tuxtla Gutiérrez |                    |                                                              |
| Años                                        | Bandera Municipal  | Información relevante                                        |
| 2020                                        | Bandera de México. | (4:7) Primera bandera de la Ciudad. Adoptada en el año 2010. |